# Alta Tuscia viterbese

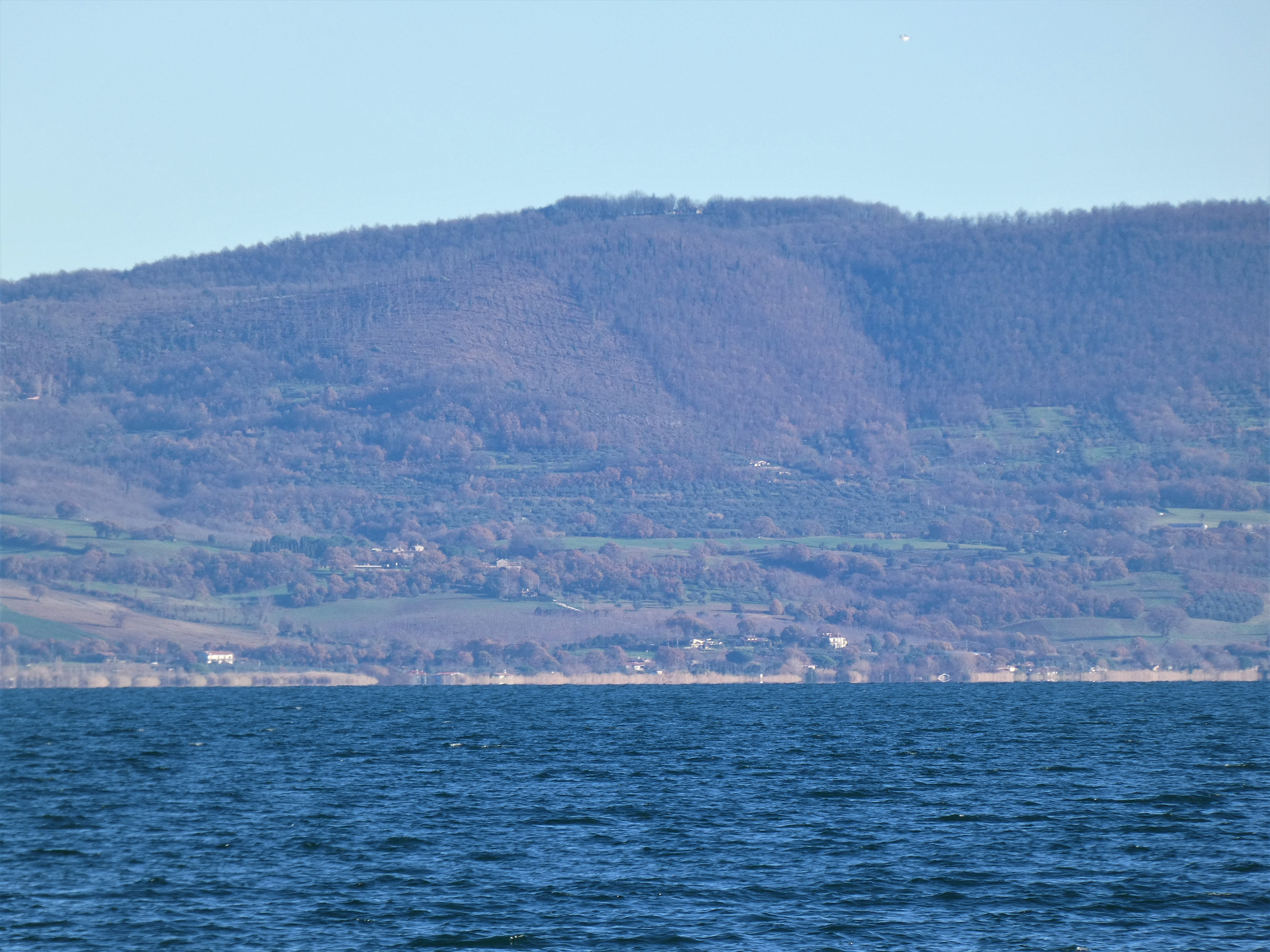
Poggio del Torrone

L'alta Tuscia viterbese è la zona settentrionale della provincia di Viterbo, ovvero la parte a nord al capoluogo Viterbo, caratterizzata dalla presenza dominante dei Monti Volsini, gruppo collinare di origine vulcanica nonché corona perimetrale del lago di Bolsena. Caratteristici del paesaggio sono le profonde vallate circolari, relitti di caldere pleistoceniche, formazioni tufacee nonché la peculiare valle dei Calanchi nella porzione occidentale al confine con l’Umbria, in cui spicca l’ormai nota Civita di Bagnoregio, a pochi chilometri dal lago di Bolsena. L’alta Tuscia viterbese si trova al confine con l'Umbria e la Toscana. I due monti più alti della zona sono il Monte Rufeno e il Poggio del Torrone. 
Tra le località più note troviamo Montefiascone, celebre per la produzione vinicola locale, Bolsena, città di origine etrusca, la già citata Civita di Bagnoregio e il borgo medievale di Acquapendente, al confine più settentrionale del Lazio.